# 拉卡洛塔山
46°11′52″N 10°30′41″E / 46.19775°N 10.51126°E
拉卡洛塔山（義大利語：La Calotta），是意大利的山峰，位於該國北部，由倫巴第大區負責管轄，屬於阿達梅洛-普雷薩內拉阿爾卑斯山脈的一部分，海拔高度3,225米，每年平均降雨量1,357毫米。